# Referendum federali in Svizzera del 2019
In Svizzera nel 2019 si sono tenuti tre referendum popolari, uno il 10 febbraio e due il 19 maggio.

## Referendum di febbraio
Il 10 febbraio gli elettori sono chiamati a esprimersi sull'iniziativa popolare "Fermare la dispersione degli insediamenti - per uno sviluppo insediativo sostenibile", proposta dai Giovani Verdi nel 2015 che ha raccolto 113.000 firme. L'iniziativa proponeva di bloccare l'ulteriore estensione delle zone edificabili. Nuove zone edificabili sarebbero state ammesse solo declassando un'altra superficie almeno equivalente. Il Parlamento aveva respinto l'iniziativa, il Consiglio nazionale con 143 no, 37 sì e 18 astensioni e il Consiglio degli Stati con 34 no, 3 sì e 7 astensioni. Anche il Consiglio federale raccomandava di respingere l'iniziativa ritenendola "troppo radicale, ingiusta e controproducente".

### Risultati
| Titolo sintetico                                    | Sì      | Sì   | No        | No   | Nulli  | Totale    | Iscritti  | Affluenza | Cantoni a favore | Cantoni a favore | Cantoni contro | Cantoni contro | Risultato |
| Titolo sintetico                                    | Voti    | %    | Voti      | %    | Nulli  | Totale    | Iscritti  | Affluenza | Pieni            | Mezzi            | Pieni          | Mezzi          | Risultato |
| --------------------------------------------------- | ------- | ---- | --------- | ---- | ------ | --------- | --------- | --------- | ---------------- | ---------------- | -------------- | -------------- | --------- |
| Iniziativa contro la dispersione degli insediamenti | 737,241 | 36,3 | 1.291.513 | 63,7 | 30.184 | 2.058.938 | 5.429.641 | 37,9      | 0                | 0                | 20             | 6              | Respinto  |
| Fonte: Cancelleria Federale                         |         |      |           |      |        |           |           |           |                  |                  |                |                |           |

## Referendum di maggio

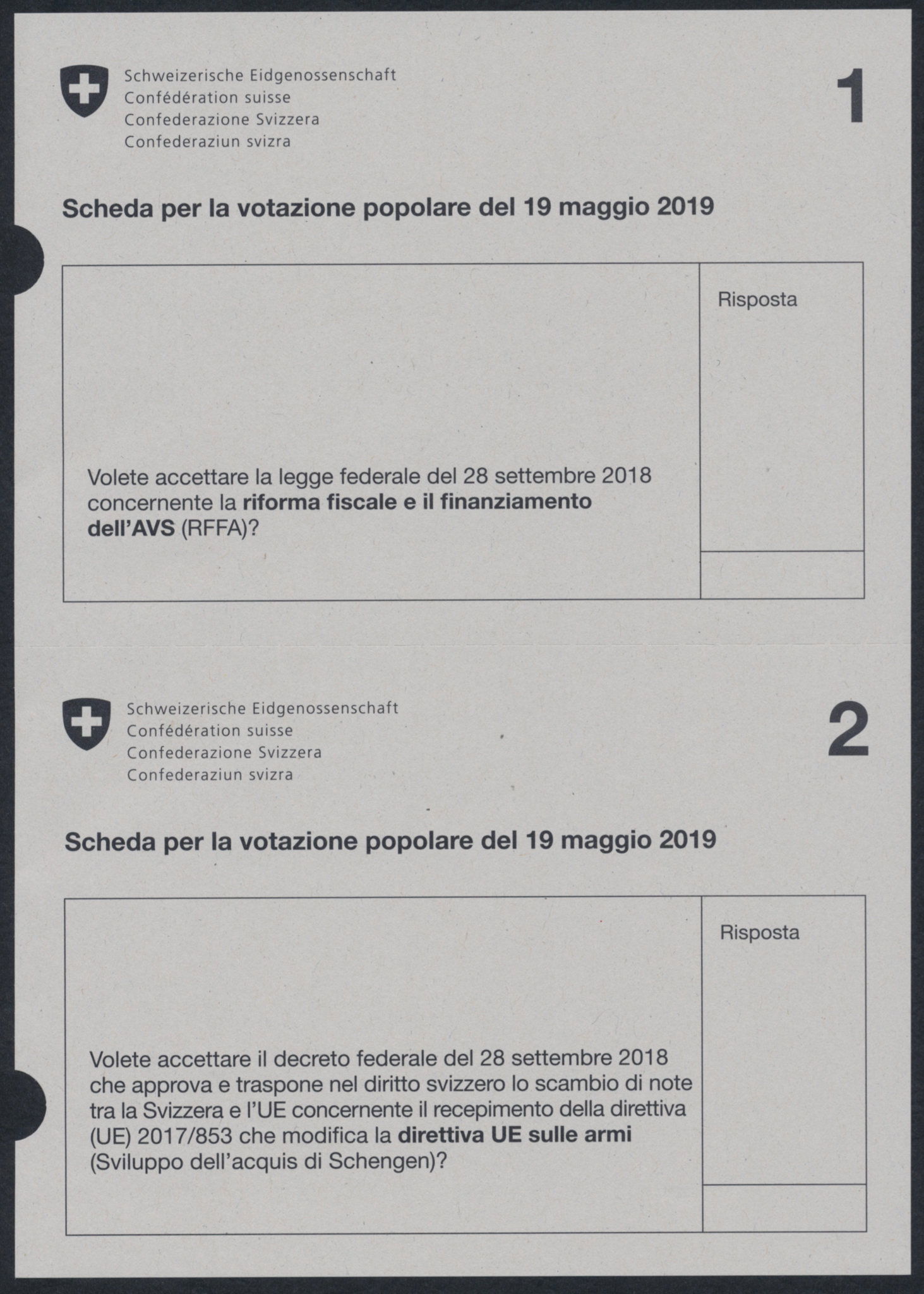
Scheda in lingua italiana

Il 19 maggio 2019 gli elettori sono stati chiamati a esprimersi su due quesiti.

### Primo quesito
Il primo quesito riguardava la conferma della legge federale concernente la riforma fiscale e il finanziamento dell'AVS (RFFA), ossia il sistema previdenziale nazionale. Tale legge adeguava l'imposizione delle imprese affinché rispettasse i requisiti internazionali fissati dall'OCSE sopprimendo alcuni privilegi fiscali accordati a holding e imprese straniere che hanno solo una sede fiscale o amministrativa in Svizzera e assicurava ulteriori finanziamenti all'AVS, il sistema previdenziale nazionale, che si trovava in difficoltà finanziarie. Il Parlamento aveva approvato la legge, il Consiglio nazionale con 112 sì, 67 no e 11 astensioni e il Consiglio degli Stati con 39 sì, 4 no e 2 astensioni. Contro la legge era stato chiesto un referendum da parte di diversi comitati.

### Secondo quesito
Il secondo quesito riguardava l'attuazione di una modifica della direttiva UE sulle armi (Sviluppo di Schengen). Tale legge adeguava l'ordinamento nazionale alla modifica della direttiva dell'Unione europea sulle armi avvenuta nel 2017 che si applicava anche alla Svizzera in quanto parte dello Spazio Schengen. Il Parlamento aveva approvato la legge, il Consiglio nazionale con 120 sì, 69 no e 4 astensioni e il Consiglio degli Stati con 34 sì, 6 no e 5 astensioni. Contro la legge era stato chiesto un referendum da parte della comunità di interesse "Tiro Svizzera".

### Risultati
| Riforma fiscale e finanziamento dell'AVS | 1.541.147 | 66,4 | 780.457 | 33,6 | 57.814 | 2.379.418 | 5.439.853 | 43,74 | Approvato |
| Direttiva UE sulle armi                  | 1.501.880 | 63,7 | 854.274 | 36,3 | 30.797 | 2.386.951 | 5.439.853 | 43,88 | Approvato |
| Fonte: Cancelleria Federale              |           |      |         |      |        |           |           |       |           |